# Knives Out – Mord ist Familiensache
Knives Out – Mord ist Familiensache ist ein US-amerikanischer Kriminalfilm des Autorenfilmers Rian Johnson. Die Hauptrollen spielen Daniel Craig, Ana de Armas, Chris Evans und Christopher Plummer. Der Film feierte seine Weltpremiere am 7. September 2019 auf dem Toronto International Film Festival und erschien am 2. Januar 2020 in den deutschen Kinos. Der Originaltitel Knives Out (sinngemäß ‚Die Messer gewetzt‘) wurde einer Single der Alternative-Rockband Radiohead aus dem Album Amnesiac (2001) entlehnt.

## Handlung
Der erfolgreiche Krimiautor und leidenschaftliche Messersammler Harlan Thrombey wird am Morgen nach seinem 85. Geburtstag von seiner Haushälterin Fran in seinem Zimmer tot aufgefunden. Obwohl die Behörden zunächst von einem Suizid ausgehen, befragen die Polizisten Elliot und Wagner die verbliebenen Familienmitglieder, um letzte Fragen zu klären. Dabei ist auch der bekannte Privatdetektiv Benoit Blanc anwesend, der von einer ihm unbekannten Person beauftragt wurde, sich des Falles anzunehmen. Infolgedessen befragen die drei alle Angehörigen über die Geburtstagsparty am Abend vor Harlans Tod und über besondere Vorkommnisse in der darauffolgenden Tatnacht.
Nacheinander stellen sich Linda Drysdale, die älteste Tochter von Harlan, ihr Mann Richard, Harlans jüngster Sohn Walt, der zudem der Leiter des hauseigenen Buchverlages ist, Harlans verwitwete Schwiegertochter Joni sowie deren Tochter Meg den Fragen der Ermittler. Sie alle tischen den Ermittlern allerdings Lügenmärchen über ihre angeblich ungetrübten Beziehungen mit dem Familienoberhaupt am Abend vor dessen Tod auf, da ihre jeweiligen Konflikte mit ihm allesamt gute Tatmotive wären.
Einzig Blanc lässt sich nicht täuschen und befragt als Letzte Harlans Pflegerin Marta Cabrera, die zu einer guten Freundin des Verstorbenen geworden war und deshalb gut über die Familie informiert ist. Da Marta sich, wann immer sie lügt, zwanghaft übergeben muss, lässt sich Blanc von ihr seine Hypothesen bestätigen: Harlan wollte seine Tochter Linda über die Affäre ihres Mannes Richard informieren. Außerdem beabsichtigte er, die Übernahme der Universitätsgebühren für seine Enkelin Meg zu beenden, da seine Schwiegertochter Joni ihn um mehrere hunderttausend Dollar betrogen hatte. Schließlich wollte er seinem Sohn Walt die Kontrolle über den Buchverlag entziehen, da dieser ihn gegen den erklärten Autorenwillen penetrant davon überzeugen wollte, die Verfilmungsrechte von Harlans Büchern zu veräußern. Obwohl Blanc keine Informationen über den Inhalt eines Streitgespräches am Abend der Geburtstagsfeier zwischen dem Verstorbenen und seinem Enkel Ransom, dem Sohn von Linda und Richard, in Erfahrung bringen kann, stimmen sämtliche Aussagen der restlichen Familienmitglieder überein, sodass die Ermittler weiterhin von einem Suizid ausgehen.
Einzig Marta weiß, was an jenem Abend tatsächlich geschehen ist: Nachdem sie Harlan zu Bett gebracht hatte, wollte sie ihm seine Medikamente verabreichen, verwechselte dabei allerdings die Fläschchen mit einem Schmerzmittel und Morphin, sodass sie ihm eine Überdosis des Morphiums spritzte. Auch das sonst stets parate Gegenmittel Naloxon war nirgends zu finden, weshalb Marta und Harlan von seinem Tod innerhalb der nächsten zehn Minuten ausgingen. Da sonst keine Zeugen anwesend waren, wurde Harlan klar, dass er etwas unternehmen musste, da sonst der Verdacht sofort auf Marta fallen würde. Aus diesem Grund entschloss er sich in der Gewissheit seines sicheren Todes für Suizid und hinderte sie daran, einen Rettungswagen zu rufen. So wollte er auch sicherstellen, dass die Polizei bei genaueren Nachforschungen nicht dahinterkommt, dass Martas Mutter und Schwester keine Aufenthaltserlaubnis haben.
Er instruierte Marta, wie sie vor den Augen der restlichen Angehörigen das Haus verlassen, später heimlich über einen Geheimgang zurückkehren, sich dann kurz als Harlan verkleiden und so der Familie seine Lebendigkeit vortäuschen konnte. Dann beging Harlan Suizid mit einem seiner Messer. Marta behielt die Nerven und führte Harlans Instruktionen aus, wurde jedoch während ihres Hinein- und Herausschleichens kurz von Nana Thrombey, der sehr alten und in ihrer Wahrnehmung eingeschränkten Mutter von Harlan, gesehen – allerdings hielt sie Marta für Ransom.
Blanc sieht Marta als einzige „Nichtverdächtige“ an, da sie von Harlans Tod nicht profitiert und nicht unbemerkt lügen kann, und ernennt sie kurzerhand zu seiner Assistentin während der Ermittlungen am nächsten Tag. Dabei kann Marta geschickt ein Überwachungsvideo, auf dem zu sehen ist, wie sie ihr Auto nach dem Verlassen des Grundstücks im nahe gelegenen Wald parkt, unbrauchbar machen und ihre Fußspuren, die auf ihre Rückkehr zum Grundstück hätten schließen lassen, verwischen. Allerdings wird Blanc auf ein abgebrochenes Stück Spalier aufmerksam, wodurch er mit Martas Hilfe den Geheimgang zu Harlans Gemach sowie Erdrückstände auf dem Boden findet, was ihn und die Polizisten nun doch auf Fremdeinwirken schließen lässt.
Gleichzeitig wird im Haus das versiegelte Testament des Verstorbenen eröffnet und den Familienangehörigen, darunter auch Ransom, der nicht bei der Beerdigung seines Großvaters war, vorgelesen. Wie alle Anwesenden entsetzt feststellen müssen, hat Harlan sein gesamtes Vermögen in zweistelliger Millionenhöhe, den Verlag sowie das Haus an Marta vererbt und sämtliche Angehörigen vom Erbe ausgeschlossen. Diese versuchen in der Folge, die ehemalige Pflegerin davon zu überzeugen, das Erbe auszuschlagen. Marta kann sich jedoch mit Ransoms Hilfe der Situation entziehen. Er, das „Schwarze Schaf“ der Familie, scheint mehr zu wissen als alle anderen und beschuldigt Marta offen, Harlan getötet zu haben. Sie gibt schnell nach und erzählt ihm schließlich, was passiert ist.
Ransom überzeugt sie davon, das Erbe zu behalten, und verspricht ihr Unterstützung, sofern sie ihm im Gegenzug seinen Anteil auszahlt. So geht sie auf weitere Forderungen der Familie nicht ein, findet in ihrer Post allerdings einen Drohbrief, in dem ein Unbekannter behauptet, von ihrer Schuld zu wissen, als Beweis einen unvollständigen Bericht aus der Gerichtsmedizin vorlegt und ein Treffen verlangt. Zusammen mit Ransom sucht Marta die Gerichtsmedizin auf, um alle Beweise gegen sie zu vernichten. Sie stellen vor Ort fest, dass dies bereits durch Brandstiftung am Gebäude der Gerichtsmedizin geschehen ist. Allerdings ist auch Blanc anwesend und wird auf Marta aufmerksam. Wenig später wird Ransom verhaftet, da Nana sich erinnern kann, ihn in der Mordnacht gesehen zu haben.
Beim Treffen mit dem Unbekannten stellt sich heraus, dass es sich um Fran handelt, der allerdings eine Überdosis Morphium verabreicht worden ist und die nun im Sterben liegt. Nachdem sie Marta noch einen Satz hat mitteilen können, versucht diese, die Haushälterin zu reanimieren. Marta ruft einen Notarzt, erzählt Blanc die ganze Geschichte und erklärt sich bereit, den restlichen Familienmitgliedern die Wahrheit zu sagen. Zurück im Haus errät Marta, wo Fran die Kopie des toxikologischen Berichtes deponiert hat. Mithilfe dessen stellt Blanc fest, dass Harlan keinerlei auffällige Mengen an Substanzen im Blut hatte, also eigentlich nicht hätte sterben müssen. Daher unterbindet er, dass Marta mit der Familie redet.
Durch die gesammelten Aussagen der Angehörigen und gefundenen Beweise kann Blanc so die ganze Geschichte des Abends rekonstruieren: Am Rande der Geburtstagsparty eröffnete Harlan gegenüber Ransom, dass er seine gesamte Familie enterben und stattdessen alles an Marta vererben werde. Daraufhin fasste Ransom den Entschluss, Marta den Tod Harlans in die Schuhe zu schieben, da sie so erbunwürdig werden und das Erbe wieder in die Hände der Familie zurückfallen würde. Er schlich sich nach seinem Streitgespräch über den Geheimgang in Harlans Gemach, vertauschte die Inhalte der Fläschchen, entwendete das Gegenmittel und musste in den nächsten Tagen nur noch die Beweismittel unbemerkt verschwinden lassen sowie Blanc auf den Fall ansetzen.
Dabei wurde er auch kurz von Nana gesehen. Während Harlans Beerdigung suchte er erneut dessen Gemach auf, wurde dabei wiederum von Fran beobachtet, die misstrauisch wurde. Sie besorgte sich über ihre Cousine den toxikologischen Bericht aus der Gerichtsmedizin, verstand diesen jedoch nicht. Da sie vermutete, dass Ransom der Täter war, ließ sie ihm den Drohbrief zukommen. Weil Marta ihm gegenüber jedoch zuvor bereits ihre Schuld eingestanden hatte, spielte Ransom sein Spiel mit Marta. Er leitete den nicht konkret an ihn adressierten Drohbrief an sie weiter und spritzte Fran das Morphium. Marta hatte in der Todesnacht keine Fehler gemacht, die beiden Mittel durch ihre langjährige Erfahrung an deren unterschiedlichem Aussehen und Viskosität unterschieden und diese somit trotz falscher Beschriftung korrekt verabreicht. Somit war sie definitiv nicht an Harlans Tod schuld.
Als Ransom von Blanc mit dieser Theorie konfrontiert wird, streitet er alles ab und Blanc merkt, dass man Ransoms Taten nicht nachweisen kann. Marta erhält einen Anruf aus dem Krankenhaus und sagt, dass Fran überlebt habe. Ransom widerspricht dem ungläubig. Daraufhin gibt Marta zu, dass Fran tatsächlich im Krankenhaus an der Überdosis verstorben ist. Als Ransom erkennt, dass Marta ihn mit einem geistesgegenwärtigen Täuschungsmanöver des Mordes überführt hat, versucht er, sie mit einem Messer aus Harlans Sammlung zu töten, erwischt jedoch nur ein Theatermesser, bei dem die Klinge in das Heft einfährt. Linda erkennt anhand eines von ihrem Vater mit Geheimtinte geschriebenen Briefes, den Richard vorher zwar untersucht, aber nicht hatte lesen können und daher als Scherz abtat, dass sie von ihrem Mann betrogen wird. Ransom wird abgeführt.
In der Schlusseinstellung stehen die restlichen Mitglieder der Familie Thrombey draußen vor dem Haus und blicken zu Marta auf, die auf dem Balkon ihres neuen Heims ihren ersten Kaffee genießt und schweigend zu ihnen hinunterschaut.

## Produktion

### Entstehungsgeschichte

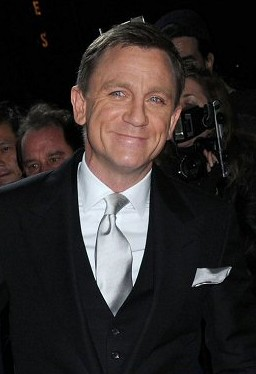
Daniel Craig spielt die Hauptrolle

Bereits in einem Interview aus dem Jahr 2010 äußerte sich Rian Johnson gegenüber The Independent, dass er an einem „altmodischen Kriminalfilm“ im Stile von Agatha Christie, deren Fan er seit Kindheitstagen sei, Interesse hätte. Nachdem er fast ein Jahrzehnt geplant hatte, wie er seinen eigenen Krimi inszenieren könnte, schrieb er schließlich von Anfang des Jahres bis Ende August 2018 das Drehbuch. Dabei ging er laut eigener Aussage strukturiert vor und begann mit dem groben Rahmen, bevor er immer weitere Details vertiefte.
Sein Ansatz war, einen Hitchcock-Thriller inmitten eines Whodunit zu platzieren. Ähnlich wie bei der Krimiserie Columbo wollte er bereits früh in der Geschichte möglichst viele Geheimnisse lüften, sah darin allerdings die Gefahr, dass sich der Zuschauer zurücklehne und den Detektiv auf der Leinwand ermitteln lasse. Deshalb inszenierte er die vermeintlich für den Tod verantwortliche Marta Cabrera als liebenswürdige Protagonistin und Benoit Blanc als ihren Gegenspieler. So wollte Johnson beim Publikum eine mitfiebernde Spannung erzeugen, da die Zuschauer gewohnt seien, dass der Detektiv immer hinter das Geheimnis komme. Außerdem bereinigte er den Drehbuchentwurf von sämtlichen Flüchen, um somit eine PG-13-Freigabe zu ermöglichen.
Wenig später konnte man Daniel Craig, der einen Rätsel lösenden Detektiv verkörpern sollte, für das Projekt gewinnen, nachdem Danny Boyle den zu diesem Zeitpunkt in Planung befindlichen Film James Bond 007: Keine Zeit zu sterben verlassen, sich dessen Produktion verschoben und sich somit ein Zeitfenster für James-Bond-Darsteller Craig geöffnet hatte. Der britische Darsteller verwendete bei seiner Verkörperung der Rolle einen amerikanischen Südstaatenakzent, der dem Historiker Shelby Foote nachempfunden und für den ihm ein Sprachcoach zur Seite gestellt wurde.
Am 3. September 2018 legten Johnson und Produzent Ram Bergman das Drehbuch schließlich größeren Filmverleihen vor, die sich bei einer Auktion im Rahmen des Toronto International Film Festivals 2018 die Vertriebsrechte sichern konnten. Knives Out wurde im Zuge dessen als zeitgenössischer Krimi mit Whodunit beschrieben. Ebenso wurde angekündigt, dass man nach Darstellern für sechs bis acht Hauptrollen rund um Craig suche. Letztendlich sicherte sich Lionsgate die nordamerikanischen und Universum Film die deutschen Vertriebsrechte.

### Besetzung, Synchronisation und Kostüm
| Figur                   | Darsteller           | Deutscher Sprecher |
| ----------------------- | -------------------- | ------------------ |
| Benoit Blanc            | Daniel Craig         | Dietmar Wunder     |
| Marta Cabrera           | Ana de Armas         | Regina Beckhaus    |
| Hugh Ransom Drysdale    | Chris Evans          | Dennis Schmidt-Foß |
| Harlan Thrombey         | Christopher Plummer  | Lothar Blumhagen   |
| Det. Lieutenant Elliot  | Lakeith Stanfield    | Florian Hoffmann   |
| Trooper Wagner          | Noah Segan           | Gerrit Schmidt-Foß |
| Linda Drysdale          | Jamie Lee Curtis     | Cornelia Meinhardt |
| Richard Drysdale        | Don Johnson          | Reent Reins        |
| Joni Thrombey           | Toni Collette        | Christin Marquitan |
| Megan „Meg“ Thrombey    | Katherine Langford   | Lydia Morgenstern  |
| Walter „Walt“ Thrombey  | Michael Shannon      | Torben Liebrecht   |
| Donna Thrombey          | Riki Lindhome        | Nicole Hannak      |
| Jacob Thrombey          | Jaeden Martell       | Sebastian Fitzner  |
| Wanetta „Nana“ Thrombey | K. Callan            | Margot Rothweiler  |
| Fran                    | Edi Patterson        | Bianca Krahl       |
| Mrs. Cabrera            | Marlene Forte        | Iris Artajo        |
| Alice Cabrera           | Shyrley Rodriguez    | Ronja Peters       |
| Alan Stevens            | Frank Oz             | Lothar Hinze       |
| Mr. Proofroc            | M. Emmet Walsh       | Holger Schwiers    |
| Nachrichtensprecher     | Gary Tanguay         | Sven Brieger       |
| Det. Hardrock (Stimme)  | Joseph Gordon-Levitt | Stefan Bräuler     |

Bis zum Start der Dreharbeiten konnte man Chris Evans, Ana de Armas, Jamie Lee Curtis, Don Johnson, Michael Shannon und Lakeith Stanfield verpflichten. Anfang November 2018 wurde bekannt, dass Christopher Plummer, Toni Collette und Katherine Langford ebenfalls Teil der Besetzung sind. Weitere Nebenrollen wurden mit Jaeden Martell, Riki Lindhome, Edi Patterson und Raúl Castillo besetzt. Des Weiteren bestätigte der vor allem für seine Sprechrollen bekannte Frank Oz im März 2019, dass er in einer kleinen Rolle einen kurzen Auftritt haben werde. Eine für Ricky Jay gedachte Rolle musste aufgrund seines Todes hingegen mit M. Emmet Walsh besetzt werden.
Dass eine solche Starbesetzung möglich wurde, führte Johnson auf den zügigen Drehbeginn zurück, durch den niemand weit in die Zukunft habe planen müssen. Während man Evans durch den Drehort Massachusetts, an dem er nach seinem Ausstieg aus dem Marvel Cinematic Universe eine Pause machen wollte, überzeugen konnte, wollte die von Casting Director Mary Vernieu vorgeschlagene de Armas zuerst keine lateinamerikanische Rolle spielen. Nach einem persönlichen Treffen mit Johnson und der Gelegenheit, das Drehbuch zu lesen, ließ sie sich allerdings umstimmen.
Die deutsche Synchronisation entstand nach einem Dialogbuch und unter der Dialogregie von Martin Halm im Auftrag von Scalamedia.
Für die Kostüme der einzelnen Darsteller war Jenny Eagan verantwortlich. Bei ihren ersten Entwürfen musste sie sich ausschließlich an den Schilderungen des Drehbuches orientieren, da zu dieser Zeit noch keine Rollen besetzt waren. Später wurden ihre Ideen mit Einflüssen von Johnson und teilweise der jeweiligen Darsteller vermischt. So orientierte sich Eagan für Craigs Kostüm am Stil der Südstaaten in den 1950er Jahren: Es sollte prinzipiell einfach, ein wenig exzentrisch und mit spezifischen Details gespickt sein.

### Dreharbeiten
Die Dreharbeiten begannen am 30. Oktober 2018 in Boston unter dem Arbeitstitel Morning Bell. Als Kameramann fungierte Steve Yedlin, der zuvor bereits bei Star Wars: Die letzten Jedi mit Johnson zusammengearbeitet hatte. Er verwendete das im Gegensatz zum Standard-Kinoformat 2.39:1 größere 1.85:1-Filmformat, einerseits um den Film älter wirken zu lassen, andererseits um so mehr Personen im Bild unterbringen zu können. Im November 2018 erfolgten Filmaufnahmen in Natick, einen Monat später in Wellesley.
Für Innenaufnahmen und wenige Außenaufnahmen des Herrenhauses der Thrombeys fungierte das einhundert Jahre alte Ames Mansion im Borderland State Park südlich von Boston. Dieses wurde von Produzent Bergman bereits vor der Fertigstellung des Drehbuches ausgewählt und war letztendlich auch der Grund, warum die Produktion rund um Boston erfolgte. Das Produktionsteam verwendete für Filmaufnahmen allerdings nur das Erdgeschoss des Anwesens, die oberen Stockwerke wurden aufgrund von fehlenden Voraussetzungen in einem Studio nachgebaut. Ein Vorteil des Hauses war, dass man die bereits vorhandene Inneneinrichtung benutzen konnte und Szenenbildner David Crank nur noch weitere Requisiten ergänzen musste. Zudem konnte die Produktion das natürliche Licht von außen verwenden. Damit man auch in der Dunkelheit das Grundstück von innen heraus erkennen konnte, entstanden viele Nachtaufnahmen am Tag, wofür man die Fenster gezielt abdunkelte. Schwierigkeiten erstanden hingegen für Kameramann Yedlin bei der Umsetzung der von Johnson gewünschten dynamischen Kamerafahrten in den mit Requisiten, Schauspielern und Crewmitgliedern gefüllten, engen Räumen.
Für Außenaufnahmen wurde ein privates Herrenhaus außerhalb von Boston verwendet, das durch den Erfolg des Filmes für die Besitzer unerwünschtes Interesse erfuhr. Das Haus von Hugh Ransom Drysdale befindet sich in Lincoln, das Gebäude der Gerichtsmedizin in Marlborough und ein im Film vorkommendes Restaurant in Berlin, alle in Massachusetts gelegen. Die Verfolgungsjagd wurde in Maynard sowie in Waltham gefilmt. Weitere Drehorte waren das Medfield State Hospital in Medfield sowie Canton. Die Dreharbeiten wurden am 31. Dezember 2018 beendet.

### Marketing und Veröffentlichung

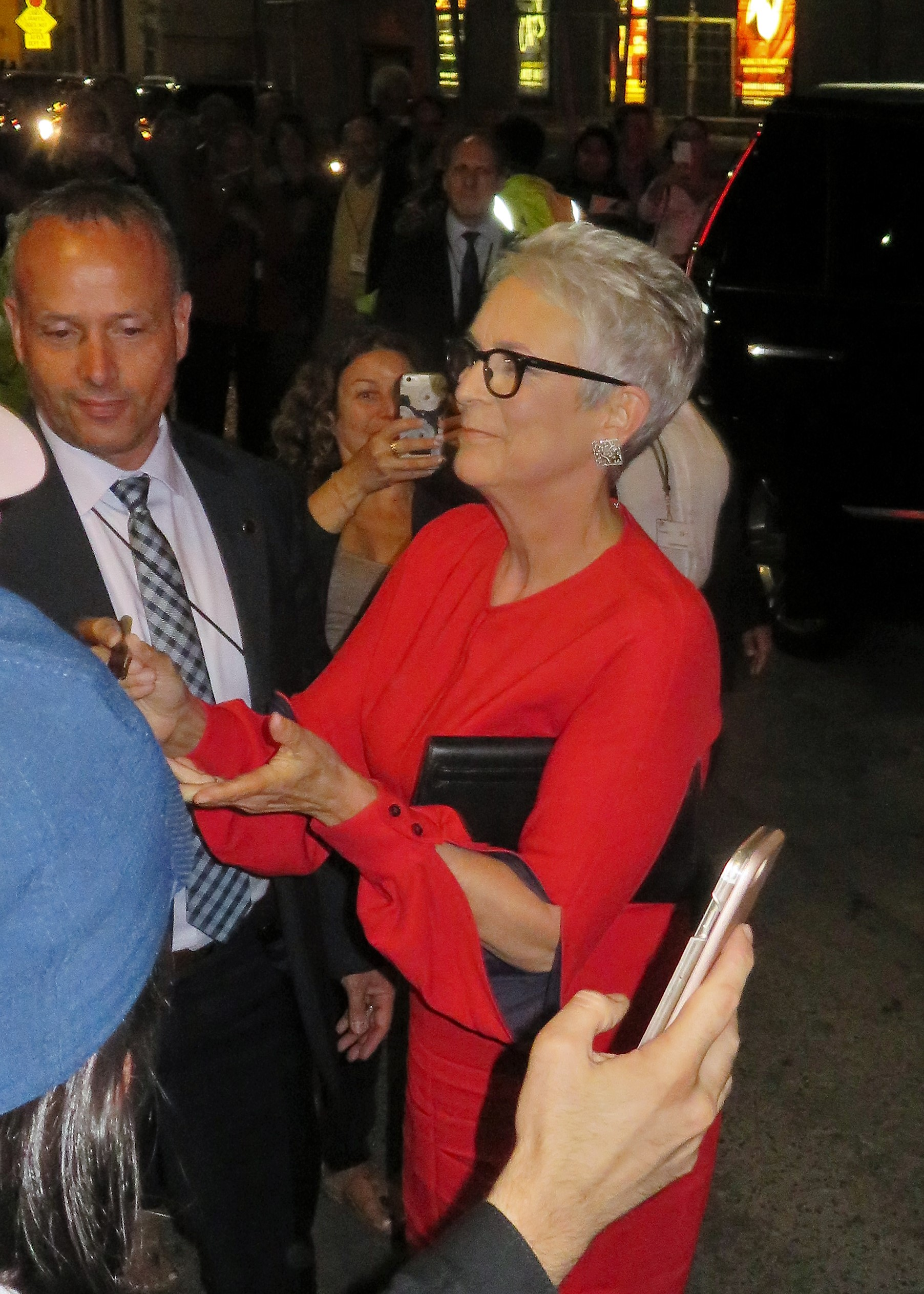
Jamie Lee Curtis auf der Premiere des Films am 7. September 2019 auf dem Toronto International Film Festival

Knives Out – Mord ist Familiensache wurde in Orange County und in Dallas einem Testpublikum gezeigt. Ein erster Trailer wurde am 2. Juli 2019 veröffentlicht. Wenig später wurde bekannt, dass Knives Out im Rahmen des Toronto International Film Festivals 2019 aufgeführt werden sollte, wo er schließlich am 7. September seine Weltpremiere feierte. Nach weiteren Aufführungen auf Filmfestivals, darunter das London Film Festival, das Chicago International Film Festival, das Festival Internacional de Cine de Mar del Plata und das Internationale Filmfestival von Stockholm, kam der Film am 27. November 2019 in die nordamerikanischen Kinos. Ein deutschsprachiger Kinostart erfolgte am 2. Januar 2020.
Durch erste Vorpremieren am 22. und 23. November 2019 konnte Knives Out rund 2 Millionen US-Dollar in 936 ausgewählten US-amerikanischen Kinos erwirtschaften. In der Startwoche konnte der Film mit einem Einspielergebnis von 27 Millionen US-Dollar auf Rang 2 der US-Kino-Charts einsteigen, diesen Platz in der Folgewoche mit weiteren 14,15 Millionen verteidigen und erst in der dritten Woche mit Einnahmen von rund neun Millionen US-Dollar auf Platz 3 abrutschen. Obwohl der Film Anfang Januar 2020 mit rund 250.000 Kinobesuchern nur auf Rang 4 der deutschen Kino-Charts einsteigen konnte, trotzdem allerdings den besten Neustart der Woche hinlegte, verbesserte er sich in der Folgewoche mit rund 185.000 verkauften Kinotickets auf Platz 2. Dem Budget von rund 40 Millionen US-Dollar stehen weltweite Einnahmen von 311,39 Millionen US-Dollar gegenüber, von denen der Film allein 165,36 Millionen im nordamerikanischen Raum einspielen konnte. In Deutschland verzeichnete der Film insgesamt 1.160.141 Kinobesucher, durch die er 10,4 Millionen Euro erwirtschaften konnte und sich auf Platz 5 der erfolgreichsten Filme des Jahres befindet.
In Nordamerika erschien der Film am 7. Februar digital und am 25. Februar 2020 auf DVD und Blu-ray. Der deutsche Heimkinostart erfolgte am 1. Mai 2020 digital und am 8. Mai auf DVD, Blu-ray und UHD Blu-ray mit rund dreistündigem Bonusmaterial.

## Rezeption

### Altersfreigabe
In den Vereinigten Staaten wurde der Film von der MPA als PG-13 eingestuft. In Deutschland erhielt der Film von der FSK eine Freigabe ab 12 Jahren. In der Freigabebegründung heißt es, der Film sei insgesamt ruhig und dialogorientiert inszeniert. Er beziehe seine Spannung vor allem aus den Ermittlungen des Detektivs und aus den immer neuen Enthüllungen. Zwei Tötungsszenen seien kurz gehalten und wenig blutig dargestellt, sodass bei Kindern und Jugendlichen ab 12 Jahren keine emotionale Überforderung zu befürchten sei. Zudem sei die Handlung für bereits 12-Jährige als von ironischem Humor durchzogene Krimigeschichte erkennbar, was eine Distanzierung erleichtere.

### Kritiken
Knives Out erhielt ein sehr gutes Presseecho, was sich auch in den Auswertungen US-amerikanischer Aggregatoren widerspiegelt. So erfasst Rotten Tomatoes fast ausschließlich wohlwollende Besprechungen und ordnet den Film dementsprechend als „Zertifiziert Frisch“ ein. In der Zusammenfassung wird der „sorgfältig aufgebaute Spannungsbogen, der sich hervorragend des erstklassigen Ensembles bedient“, gelobt. Metacritic ermittelt aus den vorliegenden Bewertungen „Einhelliges Lob“.
Für David Rooney vom Hollywood Reporter stellt Knives Out – Mord ist Familiensache von Anfang bis Ende einen Genuss dar. Es handle sich um eine spielerische und zeitgemäße Erneuerung des Kriminalfilmes, der genretypisch mit großen Schauspielstars, einem Whodunit-Konzept und Referenzen an ältere Genrefilme, so bspw. an die Agatha-Christie-Verfilmungen, punkten könne. Der eigentliche Star des Filmes sei jedoch das von Rian Johnson geschriebene Drehbuch. Die Geschichte sei raffiniert geplant, sodass sich erst zu späteren Zeitpunkten des Filmes die vorangegangene Arbeit auszahle, sehr unterhaltsam, habe einen schlauen Sinn für Humor und könne mit klugen sowie subversiven Klassenkommentaren, so z. B. bezüglich der Einwanderungspolitik, überzeugen. Die Schauspieler würden durchweg starke Leistungen abliefern, bei denen jeder seine Momente bekomme, allerdings seien die Darbietungen von Jamie Lee Curtis, Toni Collette, Chris Evans und dem grandiosen Christopher Plummer besonders hervorzuheben. Der unaufgeregte Daniel Craig, dessen Figur des Benoit Blanc ein komplettes Gegenstück zu Hercule Poirot sei, und die charmante Ana de Armas bilden hingegen den roten Faden, der alle Handlungen und Figuren zusammenhalte. Des Weiteren besitze der Film ein aufwendiges Produktions- und Kostümdesign, wobei sich die Verspieltheit des Filmes wie auch des verstorbenen Harlan Thrombey im Filmset widerspiegele. Das Anwesen der Familie, auf dem ein Großteil der Handlung spiele und das durch die Kamera sehr gut in Szene gesetzt werde, bezeichnet Rooney dabei als „Wunderkabinett“. Zum Schluss lobt Rooney noch die Orchestermusik von Nathan Johnson, die eine perfekte Ergänzung für den zeitweise lustigen, spannenden und verworrenen Film sei.
Auch Peter Debruge von Variety urteilt, dass der Film beweise, dass sein Genre im Kino noch lebendig sei, auch wenn es durch unzählige Fernsehkrimis und Krimiserien zunehmend aus den Lichtspielhäusern verdrängt wurde. Mit seinem Werk würdige Johnson Autoren wie Agatha Christie, Arthur Conan Doyle und Ruth Rendell, wobei Knives Out ähnlich wie die Filme Eine Leiche zum Dessert und Alle Mörder sind schon da aufgebaut sei, die eine feine Linie zwischen Hommage und Selbstparodie aufweisen würden. Dies sei zeitgleich auch eine der größten Überraschungen: Für Debruge schaffe es der Film perfekt, den Kriminalfilm und die Komödie miteinander zu verschmelzen. Genreuntypisch sei dabei, dass durch Rückblenden nicht noch weitere Rätsel entstehen, sondern die schonungslose Wahrheit sowie die Lügen verschiedener Figuren aufgedeckt würden. Alle Schauspieler zeigen dabei gute Leistungen, sollen aber, bis auf Craig, keinen großen Eindruck hinterlassen. Stattdessen würden sie überspitzt böse dargestellt, auch da die Geschichte aus Sicht der Pflegerin Marta Cabrera erzählt werde. Allerdings habe dies Johnson ermöglicht, Aussagen über Wohlstand und den Anspruch auf eigenes Land zu treffen. Des Weiteren lobt Debruge das eher britisch wirkende Szenenbild, für das Produktionsdesigner Daniel Crank das Anwesen der Familie so gestaltet habe, dass es so wirke, als wäre es von der Hauptfigur, einem Krimiautoren, selbst entworfen worden. Als Fazit zieht Debruge, der Kriminalfall werde auf die rundeste Art und Weise erzählt.
Andreas Schneider bezeichnet den Film in der Neuen Zürcher Zeitung vom 1. Januar 2020 als „grandiosen Kinoschwank über das Trump-Amerika“. Der Regisseur Rian Johnson habe einen „exzellenten hochkarätig besetzten Thriller“ geschaffen.
Als einer der wenigen steht Glenn Lovell von CinemaDope.com dem Film kritisch gegenüber. Er merkt an, dass Knives Out keine neuen Wege gehe, sondern sich im Altbekannten seines Genres bewege und dabei einen Ermittler, der die eine Wahrheit finden müsse, sowie viele Verdächtige inszeniere. Die dabei im Mittelpunkt stehende Familie werde als eine gierige Herde von hyänenartigen Nachkommen dargestellt, unter denen nur der bemerkenswert spitzige Plummer sowie Curtis und Evans überzeugen könnten. Lovell kritisiert, dass Johnson bei der Geschichte sowie ihrem Erzähltempo wesentliche Fehler mache, wodurch die zwei Stunden Laufzeit viel zu lang seien. Zudem seien Johnsons Versuche, den Zuschauer in die Irre zu führen, zu offensichtlich und die finale Auflösung könne ebenfalls nicht überzeugen.

### Auszeichnungen
- AACTA International Awards 2020
  - Nominierung als Beste Nebendarstellerin (Toni Collette)[38]
- Art Directors Guild Awards 2020
  - Nominierung in der Kategorie Contemporary Film[39]
- British Academy Film Awards 2020
  - Nominierung für das Beste Originaldrehbuch (Rian Johnson)
- Chicago Film Critics Association Awards 2019
  - Nominierung für das Beste Originaldrehbuch (Rian Johnson)
  - Nominierung für das Beste Szenenbild[40]
- Costume Designers Guild Awards 2020
  - Nominierung in der Kategorie Excellence in Contemporary Film (Jenny Eagan)[41]
- Critics’ Choice Movie Awards 2020
  - Nominierung als Beste Komödie
  - Nominierung als Bestes Schauspielensemble
  - Nominierung für das Beste Originaldrehbuch (Rian Johnson)[42]
- Detroit Film Critics Society Awards 2019
  - Nominierung in der Kategorie Breakthrough (Ana de Armas)[43]
- Eddie Awards 2020
  - Nominierung in der Kategorie Bester Filmschnitt – Komödie (Bob Ducsay)[44]
- Golden Globe Awards 2020
  - Nominierung als Bester Film – Komödie oder Musical
  - Nominierung als Bester Hauptdarsteller – Komödie oder Musical (Daniel Craig)
  - Nominierung als Beste Hauptdarstellerin – Komödie oder Musical (Ana de Armas)
- Hollywood Critics Association Awards 2020
  - Auszeichnung als Bestes Schauspielensemble
  - Nominierung für das Beste originale Drehbuch (Rian Johnson)[45]
- Houston Film Critics Society Awards 2020
  - Nominierung als Bester Film
  - Nominierung für das Beste Drehbuch[46]
- London Critics’ Circle Film Awards 2020
  - Nominierung als Bester Film[47]
- National Board of Review Awards 2019
  - Auszeichnung als Bestes Schauspielensemble
  - Aufnahme in die Top Ten Filme[48]
- National Film & TV Awards 2019
  - Nominierung als Bester Film 2019
  - Nominierung als Beste Produzenten (Ram Bergman & Rian Johnson)[49]Online Film Critics Society Awards 2020
  - Nominierung als Bester Film
  - Nominierung für das Beste Originaldrehbuch (Rian Johnson)[50]
- Oscarverleihung 2020
  - Nominierung für das Beste Originaldrehbuch (Rian Johnson)
- Producers Guild of America Awards 2020
  - Nominierung als Bester Film (Rian Johnson & Ram Bergman)[51]
- San Diego Film Critics Society’s Awards 2019
  - Auszeichnung für das Beste Schauspielensemble
  - Nominierung für die Beste komödiantische Darbietung (Daniel Craig)
  - Nominierung für das Beste Originaldrehbuch (Rian Johnson)[52]
- Satellite Awards 2019
  - Auszeichnung für das Beste Ensemble
  - Nominierung als Bester Film – Komödie oder Musical
  - Nominierung als Beste Hauptdarstellerin – Komödie oder Musical (Ana de Armas)
  - Nominierung als Bester Hauptdarsteller – Komödie oder Musical (Daniel Craig)[53]
- Saturn-Award-Verleihung 2021
  - Auszeichnung als Bester Thriller
  - Nominierung als Bester Hauptdarsteller (Daniel Craig)
  - Nominierung als Bester Nebendarsteller (Chris Evans)
  - Auszeichnung als Beste Nebendarstellerin (Ana De Armas)
  - Nominierung als Beste Nebendarstellerin (Jamie Lee Curtis)
  - Auszeichnung für den Besten Schnitt (Bob Ducsay)
  - Nominierung für die Beste Musik (Nathan Johnson)
- Seattle Film Critics Society Awards 2019
  - Nominierung als Bestes Schauspielensemble
  - Nominierung für das Beste Drehbuch (Rian Johnson)[54]
- St. Louis Film Critics Association Awards 2019
  - Nominierung als Beste Komödie[55]
- Washington D.C. Area Film Critics Association Awards 2019
  - Auszeichnung als Bestes Schauspielensemble
  - Nominierung für das Beste Originaldrehbuch (Rian Johnson)[56]
- Writers Guild of America Awards 2020
  - Nominierung für das Beste Originaldrehbuch (Rian Johnson)[57]

## Fortsetzungen
Anfang Januar 2020 bestätigte Rian Johnson gegenüber dem Hollywood Reporter die Arbeit an einem weiteren Film, in dem der von Daniel Craig verkörperte Benoit Blanc einen neuen Fall untersuchen werde. Ende März 2021 sicherte sich Netflix die Vertriebsrechte für gleich zwei weitere Knives-Out-Filme. Glass Onion: A Knives Out Mystery lief ab dem 23. November 2022 weltweit für eine Woche in ausgewählten Kinos und wurde am 23. Dezember 2022 ins Programm des Streamingdienstes aufgenommen. Der dritte Teil Wake Up Dead Man: A Knives Out Mystery wird im September 2025 beim Toronto International Film Festival uraufgeführt und danach voraussichtlich im Dezember auf Netflix veröffentlicht. Federführend ist erneut Rian Johnson.